# Mladá kamera
Mladá kamera (celým názvem Mladá kamera Uničov) je mezinárodní soutěžní přehlídka krátkých filmů mladých autorů do 30 let, která byla založena v roce 1975 v Uničově v Olomouckém kraji. Součástí přehlídky jsou rozborové diskuze k promítaným filmům, odborné konzultace i pestrý doprovodný program.

## Historie

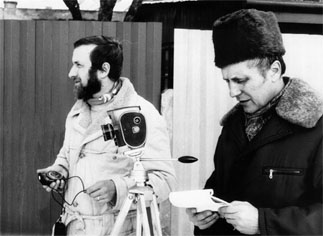

Historie filmového kroužku při SZK ROH Uničovských strojíren se datuje od r. 1972, kdy skupinka příznivců amatérského filmu ve složení Vaníček, Pollak, Hrdlička, Dubový, Hajdík a Zatloukal založila z podnětu SZK filmový kroužek. Technické vybavení kroužku bylo zpočátku sice skromné, avšak praktické zkušenosti dvou zakládajících členů, získané školením v Olomouci a dílčí filmovou praxí v litovelském filmovém klubu od r. 1969, byly značným přínosem.
Byl navázán také styk s amatérským filmovým klubem v Olomouci a také s filmovým klubem v Litovli. Odborné znalosti byly rozvíjeny jednak školeními v Ostravě a Opavě, praktické dovednosti se získávaly nejdříve natáčením rodinných filmů. První společnou prací byl film "Volby do MNV v Uničově". Pak následovala spolupráce s hudební školou a vlastivědným kroužkem, kde se natáčely filmy z činnosti a zájezdů. Za spolupráce Dr. Souška tak vznikl film "Uničov minulosti". Tyto filmy procházely místními, okresními a později vyššími soutěžemi. Prvním úspěšným filmem, jehož námětem bylo umělecké zpracování SNP - "... a Karpaty mlčí" - vzbudil na známé soutěži v Rychnově zaslouženou pozornost.
Příchod členů ing. Kadlčíka, ing. Hrabala a B. Žourka byl přínosem pro dosavadní amatérský kroužek na umělecké platformě. Kroužku bylo umožněno vybavení moderními kamerami, zvukovými projektory a halogenovým osvětlovacím parkem. Meziměstská soutěž Uničov - Litovel byla rozšířena o Zábřeh. Mnohé filmy se úspěšně prosadily na okresních, krajských, ba dokonce upozornily na sebe i v národní soutěži. Byly to filmy "Memento Mori", "Venkov je velká zelená louka", "Uničovský kronikář", "Královský nástroj" a mnoho dalších.
Bylo to 11. dubna 1975, kdy z popudu SSM a SZK ROH SU byla vyhlášena amatérská filmová soutěž pod názvem Mladá kamera. Dávala tvůrčí příležitost amatérským filmovým autorům do 30 let. Zprvu soutěž oblastní si vbrzku získala svým nekonvenčním setkáním mladých filmařů z celé republiky takovou popularitu, že Ústředí pro kulturní a výchovnou činnost Praha prohlásila tuto soutěž za celostátní amatérskou filmovou přehlídku.

## Současnost
V roce 2019 dochází k výraznější proměně podoby festivalu, kdy byl do jeho čela vybrán ředitel Vojtěch Janoušek. Ten stojí také za druhým uměleckým festivalem, Fotofestival Uničov. Festival navázal na tradici autorské tvorby mladých filmařů, ale přiblížil ji více současné generaci tvůrců z filmových a uměleckých škol. Festival se koná tradičně v březnu a navštěvují jej diváci z celé republiky i ze zahraničí. V porotě festivalu tradičně usedají významní tvůrci, mezi nimi také herec a režisér Jiří Mádl, filmař a střihač Martin Čihák, dokumentaristka Adéla Komrzý nebo scenárista Štěpán Hulík.

## Galerie

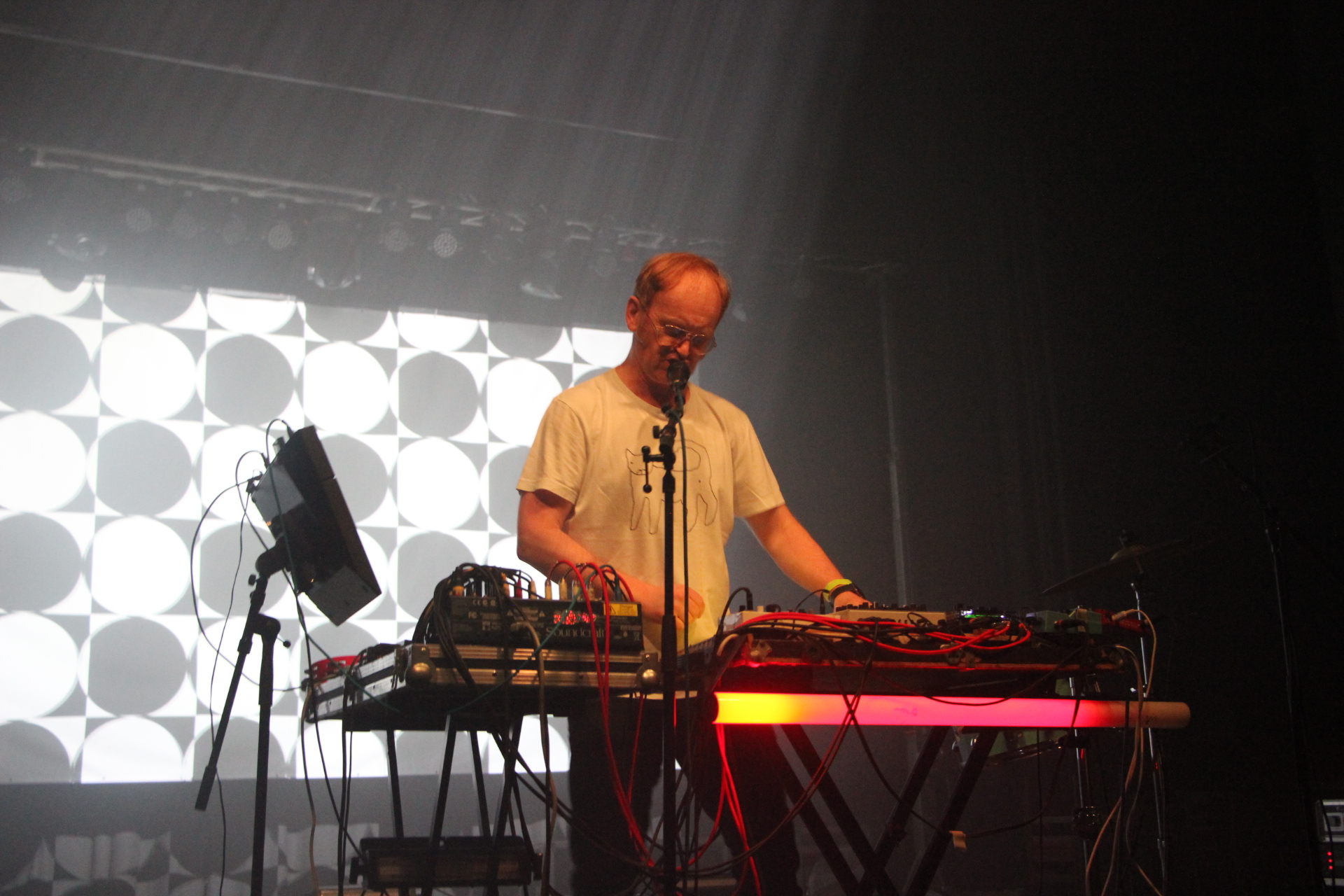
Ventolin
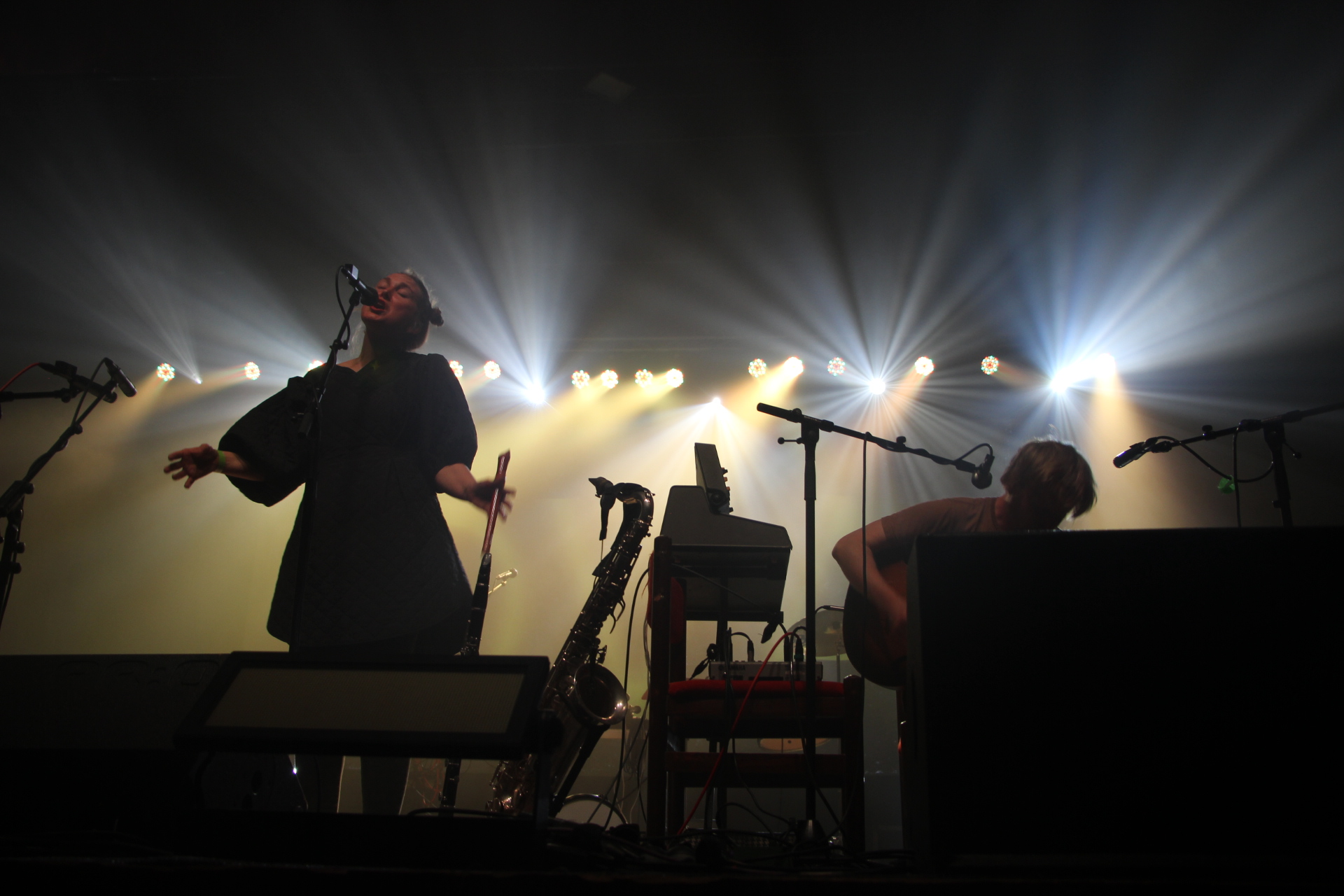
Kapela DVA
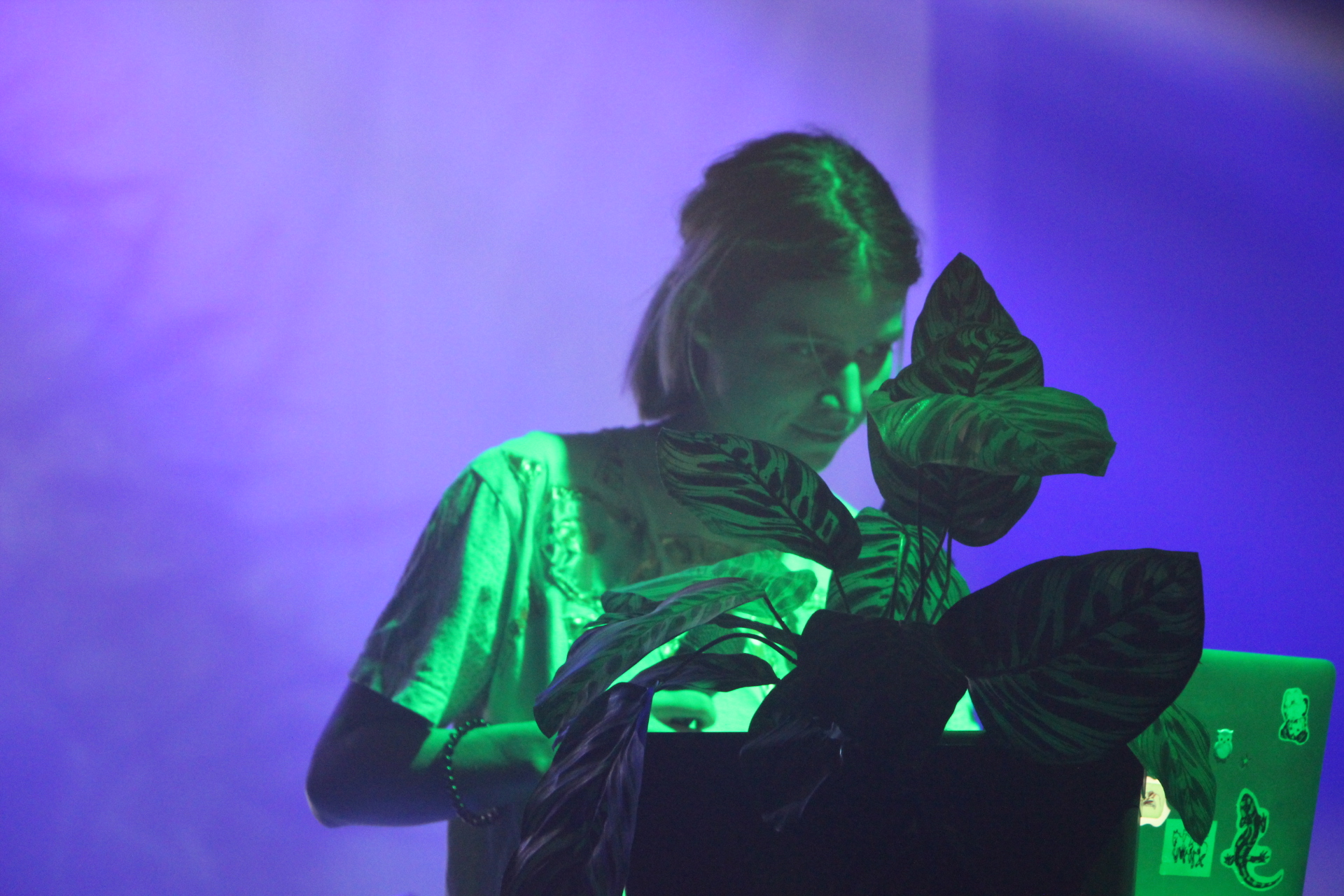
Johuš Matuš
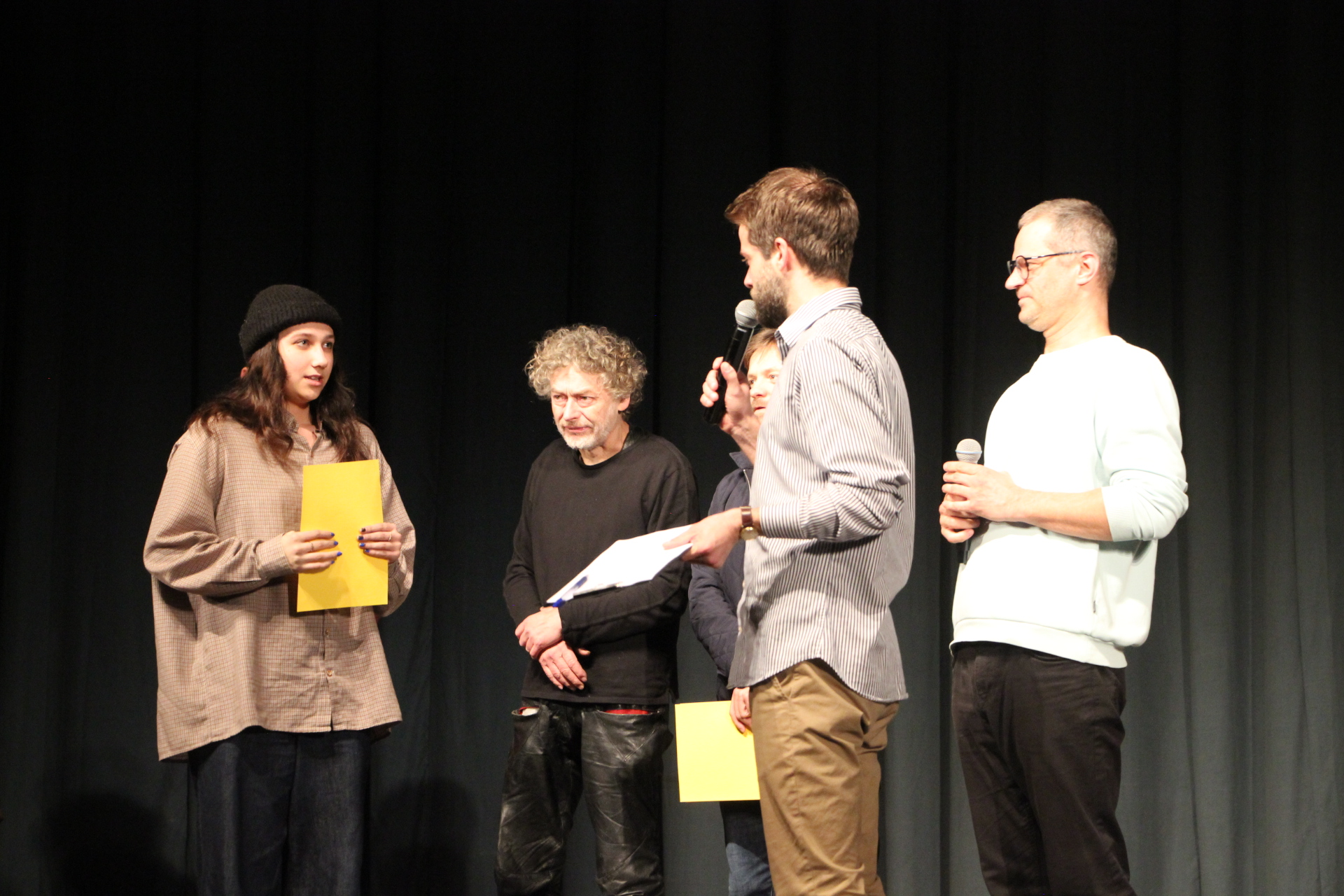
Předávání cen na 50. ročníku
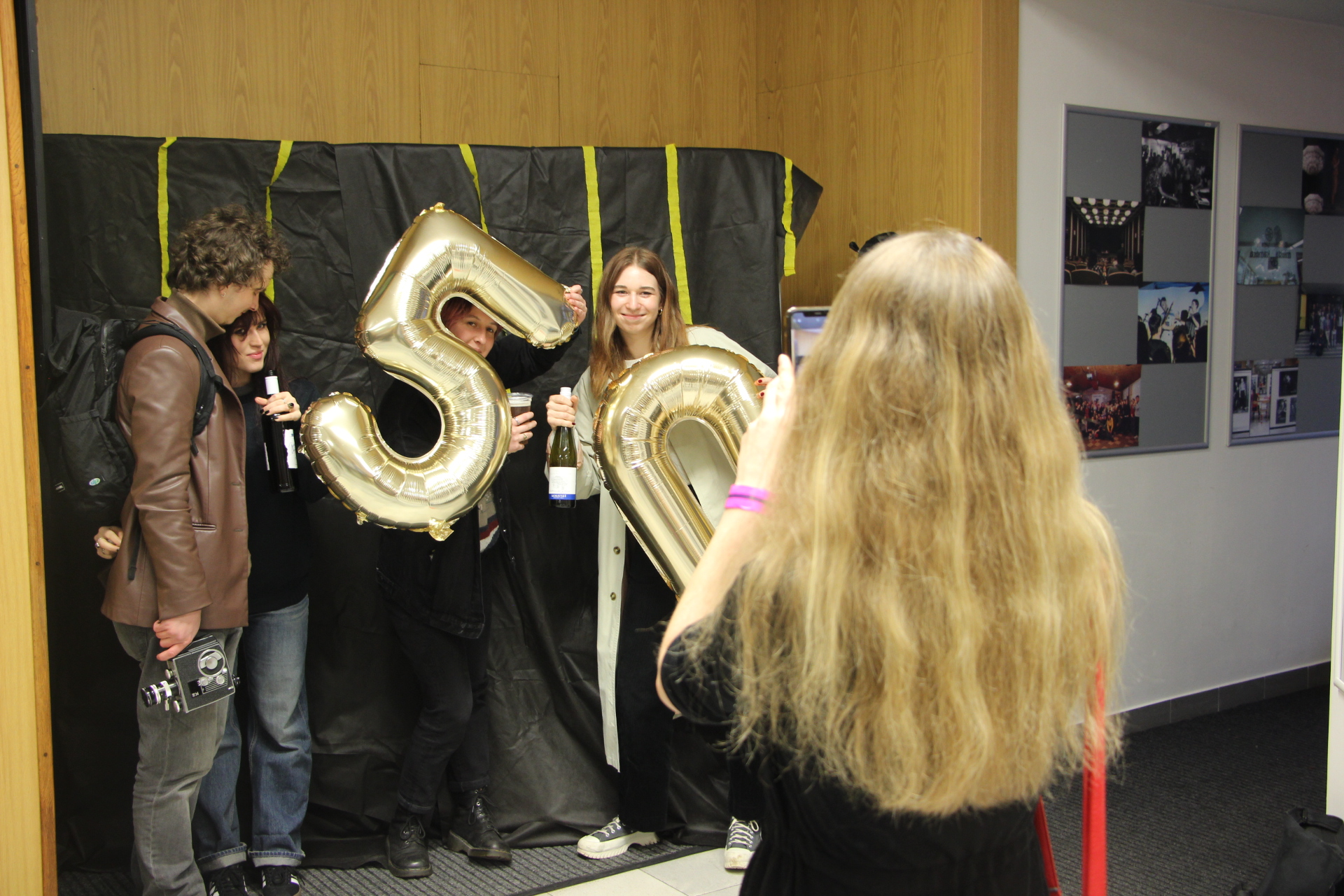
Atmosféra festivalu
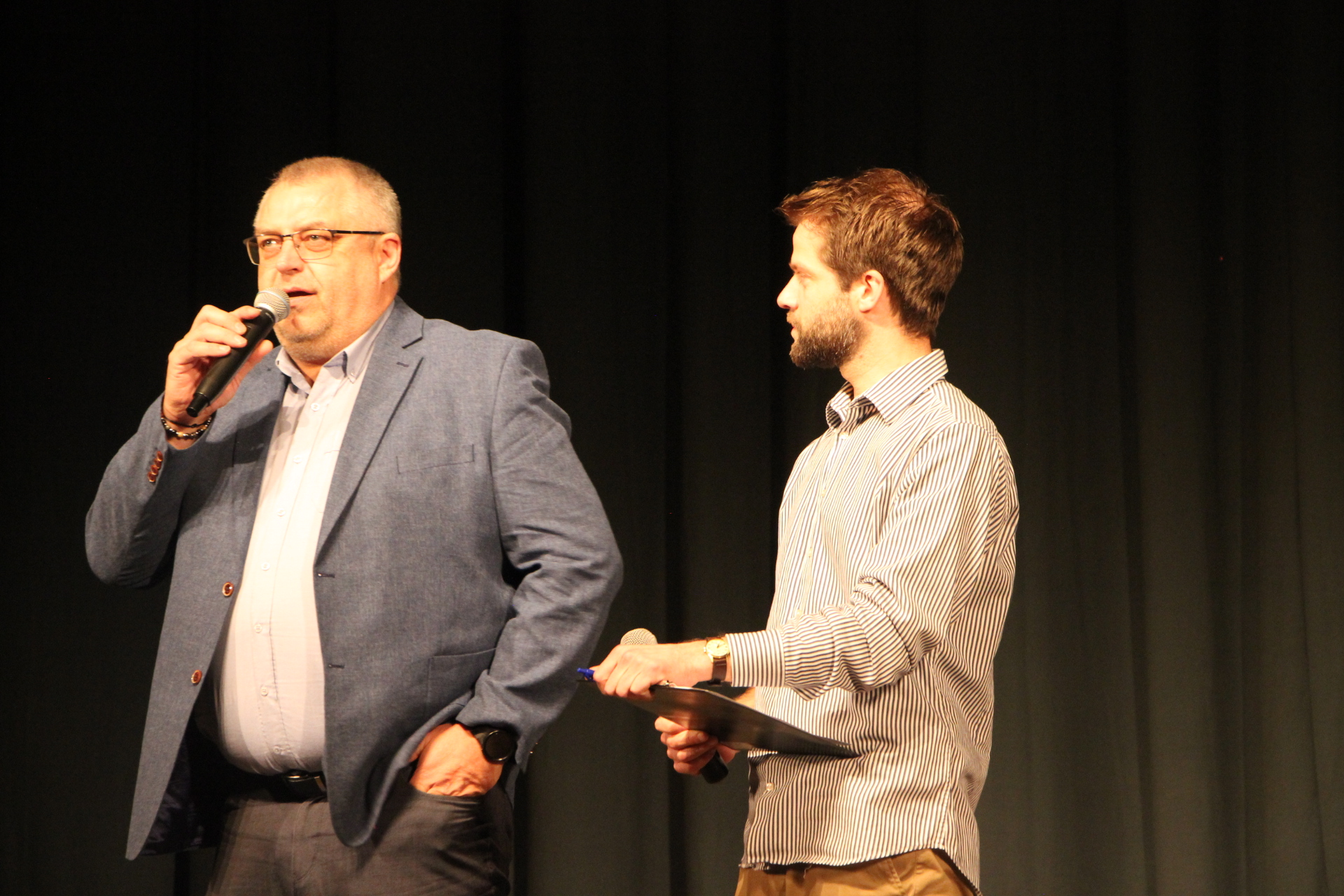
Starosta Uničova Radek Vincour
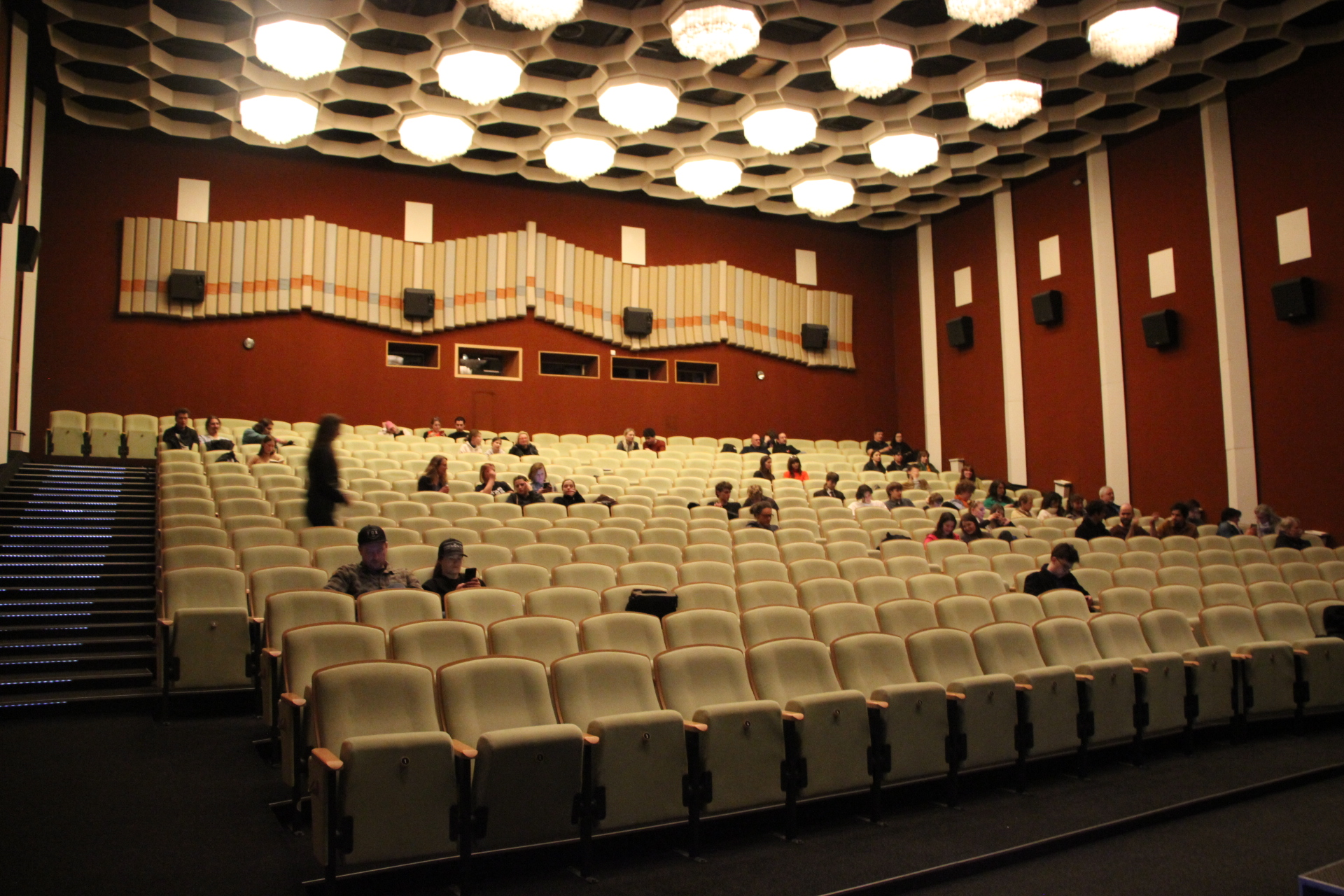
Sál kina Družba v Uničově
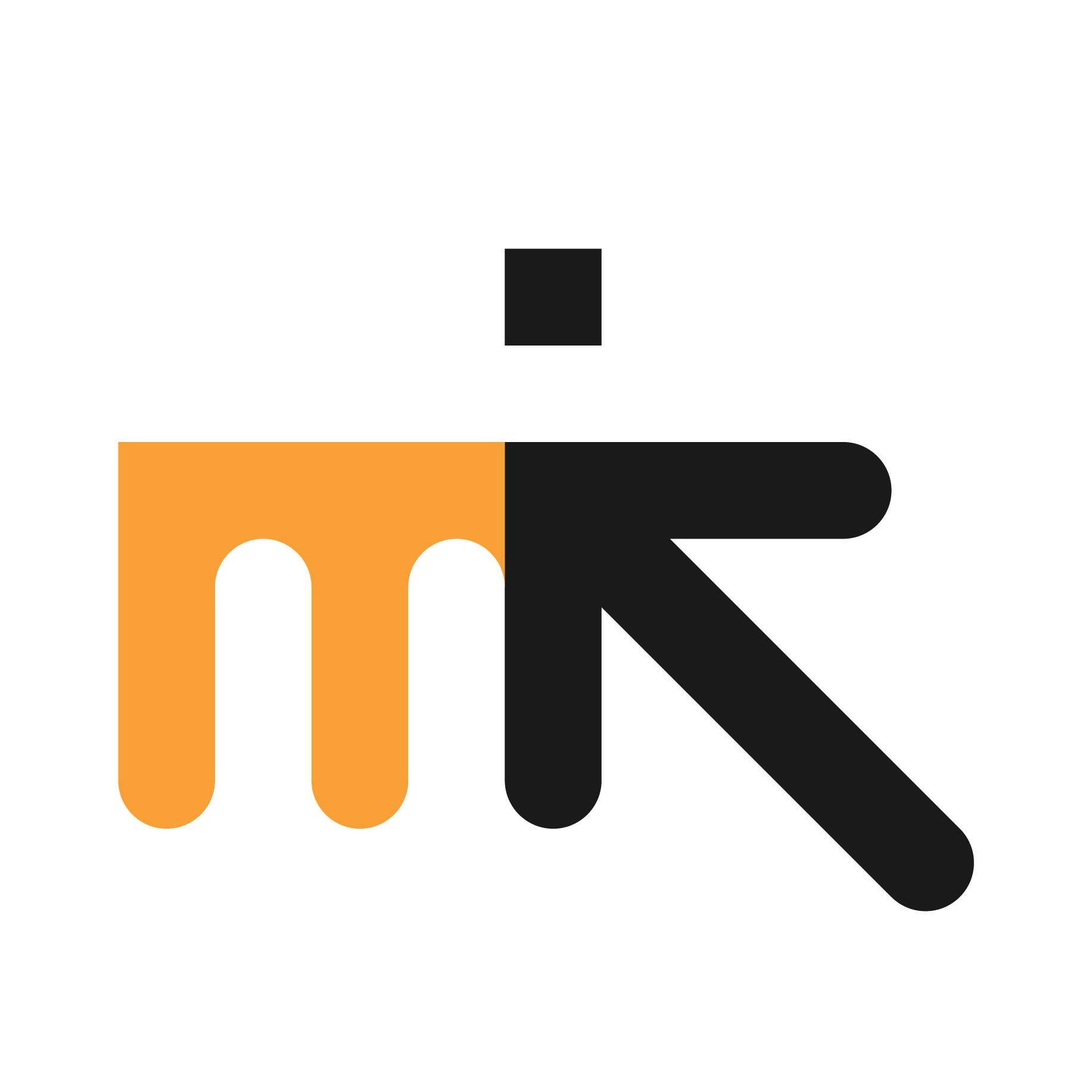
Logo festivalu
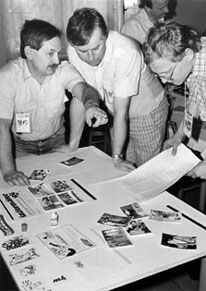
Historie festivalu